# Kanton Herbault
Der Kanton Herbault war bis 2015 ein französischer Wahlkreis im Arrondissement Blois, im Département Loir-et-Cher und in der Region Centre-Val de Loire; sein Hauptort war Herbault, Vertreter im Generalrat des Départements war zuletzt von 2001 bis 2015, wiedergewählt 2008, Raymonde Radlé. 
Der Kanton war 372,75 km² groß und hatte 15.202 Einwohner (2012). 

## Gemeinden
| Gemeinde                  | Einwohner Jahr | Fläche km² | Postleitzahl | Code INSEE |
| ------------------------- | -------------- | ---------- | ------------ | ---------- |
| Averdon                   | 718 (2013)     | –          | 41330        | 41009      |
| Chambon-sur-Cisse         | 681 (2013)     | –          | 41190        | 41033      |
| Champigny-en-Beauce       | 592 (2013)     | –          | 41330        | 41035      |
| La Chapelle-Vendômoise    | 721 (2013)     | –          | 41330        | 41040      |
| Chouzy-sur-Cisse          | 1962 (2013)    | –          | 41150        | 41055      |
| Coulanges                 | 316 (2013)     | –          | 41150        | 41064      |
| Françay                   | 287 (2013)     | –          | 41190        | 41093      |
| Herbault                  | 1259 (2013)    | –          | 41190        | 41101      |
| Lancôme                   | 128 (2013)     | –          | 41190        | 41108      |
| Landes-le-Gaulois         | 729 (2013)     | –          | 41190        | 41109      |
| Mesland                   | 576 (2013)     | –          | 41150        | 41137      |
| Molineuf                  | 784 (2013)     | –          | 41190        | 41142      |
| Monteaux                  | 787 (2013)     | –          | 41150        | 41144      |
| Onzain                    | 3477 (2013)    | –          | 41150        | 41167      |
| Orchaise                  | 951 (2013)     | –          | 41190        | 41169      |
| Saint-Cyr-du-Gault        | 176 (2013)     | –          | 41190        | 41205      |
| Saint-Étienne-des-Guérets | 89 (2013)      | –          | 41190        | 41208      |
| Santenay                  | 295 (2013)     | –          | 41190        | 41234      |
| Seillac                   | 100 (2013)     | –          | 41150        | 41240      |
| Veuves                    | 219 (2013)     | –          | 41150        | 41272      |
| Villefrancœur             | 434 (2013)     | –          | 41330        | 41281      |